# 자본잉여금
자본잉여금(資本剩餘金)은 주식발행을 통한 증자 또는 감자 등의 주주와의 거래(자본거래)에서 발생하여 자본을 증가시키는 잉여금을 말한다. 배당의 재원이 될 수 없으며 자본전입 및 결손금의 보전 이외의 목적으로는 사용될 수 없다.

## 종류
- 자본준비금: 주식발행시의 액면초과한 금액, 자본감소의 경우 감소액이 반환액을 초과한 금액, 회사합병의 경우 소멸된 회사의 순자산액
- 재평가적립금: 자산재평가법에 의거해 기업이 사업용 고정자산을 재평가함으로써 발생한 평가익을 적립한 것
- 기타 자본잉여금: 보험차익, 자기주식처분이익, 자본보전을 위한 자산증여익 및 채무면제이익

## 같이 보기
- 채권 (금융)
- 보통주
- 우선주
- 자기주식